# Czerwionka-Leszczyny
Czerwionka-Leszczyny é um município da Polônia, na voivodia da Silésia e no condado de Rybnik. Estende-se por uma área de 38,52 km², com 28 283 habitantes, segundo os censos de 2016, com uma densidade de 751,6 hab/km².